# Telmatochromis brachygnathus
Telmatochromis brachygnathus är en fiskart som beskrevs av Mark Hanssens och Jos Snoeks 2003. Telmatochromis brachygnathus ingår i släktet Telmatochromis och familjen Cichlidae. IUCN kategoriserar arten globalt som livskraftig. Inga underarter finns listade i Catalogue of Life.